# Sanitubius
Sanitubius is een geslacht van spinnen uit de familie bodemjachtspinnen (Gnaphosidae).

## Soorten
De volgende soorten zijn bij het geslacht ingedeeld:
- Sanitubius anatolicus (Kamura, 1989)